# Kimon Georgiev
Kimon Georgiev Stojanov (bulharsky Кимон Георгиев Стоянов) (11. srpna 1882 Pazardžik – 28. září 1969 Sofie) byl bulharský předseda vlády v období třicátých a čtyřicátých let.
Georgiev, veterán z balkánských válek a zakladatel několika politických stran (Vojenská liga, Naroden sgovor), byl prominentním členem politického klubu a později strany Zveno. Toto pravicové uskupení vojenských kruhů, které odmítalo v 30. letech tehdejší politický systém a prosazovalo elitářskou správu země, se profilovalo velmi nepřátelsky k tehdejšímu režimu. Georgiev spolu s dalšími provedli v červnu 1934 převrat, který je vynesl k moci. Když mělo Zveno moc začalo realizovat svůj program. Byly zakázány všechny politické strany a odborové a pracovní organizace. Naopak byl prosazován korporativní ekonomický systém. Politika však směřovala k republikánství, což vedlo k ostrým sporům s carem Borisem III. Car nakonec vládu Georgieva svrhl a bývalý předseda musel odejít do exilu.
Podruhé se dostal Georgiev k moci v roce 1944, když se Zveno stalo součástí tzv. Vlastenecké fronty, tedy uskupení, které bojovalo proti fašistické vládě v zemi. Fronta provedla převrat a Georgiev se stal opět premiérem. Vládl následující dva roky, než byl vystřídán komunistickým vůdcem Dimitrovem. V jeho vládě, kde měli komunisté mnohem větší vliv, zastával pozici vicepremiéra a ministra zahraničí. V politice pokračoval až do konce svého života, avšak na nižších pozicích.